# Strathmore (Alberta)
Strathmore es un pueblo canadiense situado en la provincia de Alberta.

## Superficie
Strathmore tiene una superficie de 26,98 km².

## Demografía
En 2021, tenía 14 339 habitantes, una densidad poblacional de 531,5 hab./km², y 5754 viviendas.